# Campeonato Amapaense 2018
In 2018 werd het 73ste Campeonato Amapaense gespeeld voor voetbalclubs uit de Braziliaanse staat Amapá. De competitie werd gespeeld van 26 maart tot 13 juni en werd georganiseerd door de FAF. Ypiranga werd kampioen. 
De kampioen mag deelnemen aan de Copa do Brasil 2019 en de Série D 2019, ook de vicekampioen plaatste zich voor de Série D. Op 22 maart trok Independente zich terug uit de competitie, waardoor ze slechts met vijf clubs overbleven. 

## Eerste fase
| Plaats | Club      | Wed. | W | G | V | Saldo | Ptn. |
| ------ | --------- | ---- | - | - | - | ----- | ---- |
| 1.     | Santos    | 4    | 4 | 0 | 0 | 9:2   | 12   |
| 2.     | Ypiranga  | 4    | 2 | 1 | 1 | 9:6   | 7    |
| 3.     | Trem      | 4    | 1 | 1 | 2 | 3:7   | 4    |
| 4.     | Macapá    | 4    | 0 | 2 | 2 | 2:4   | 2    |
| 5.     | São Paulo | 4    | 0 | 2 | 2 | 4:8   | 2    |

|  | Geplaatst voor tweede fase |

## Tweede fase
In geval van gelijkspel worden strafschoppen genomen, tussen haakjes weergegeven. 
|  | halve finale | halve finale | halve finale | halve finale |  |          | finale | finale | finale | finale |
|  |              |              |              |              |  |          |        |        |        |        |
|  |              |              |              |              |  |          |        |        |        |        |
|  | Macapá       | 0            | 1            | 1            |  |          |        |        |        |        |
|  | Santos       | 2            | 1            | 3            |  |          |        |        |        |        |
|  |              |              |              |              |  | Santos   | 0      | 1      | 1 (1)  |        |
|  |              |              |              |              |  | Ypiranga | 0      | 1      | 1 (4)  |        |
|  | Trem         | 0            | 0            | 0            |  |          |        |        |        |        |
|  | Ypiranga     | 0            | 3            | 3            |  |          |        |        |        |        |

Details finale
Heen
|              |          |       |        |               |
| 6 juni 20:30 | Ypiranga | 0 – 0 | Santos | Zerão, Macapá |
| 6 juni 20:30 |          |       |        | Zerão, Macapá |

| Ypiranga | Santos |

Terug
|               |                                   |       |                                   |               |
| 13 juni 20:30 | Santos                            | 1 – 1 | Ypiranga                          | Zerão, Macapá |
| 13 juni 20:30 | Lissandro 44'                     |       | 63' Tony Love                     | Zerão, Macapá |
| 13 juni 20:30 | Strafschoppen                     |       |                                   | Zerão, Macapá |
| 13 juni 20:30 | Fabinho Batata Willian Fazendinha | 1 - 4 | Tony Love Djalma Esquerdinha Will | Zerão, Macapá |

| Santos-AP | Ypiranga |

## Topschutters
| Speler            | Speler    | Goals | Club     |
| ----------------- | --------- | ----- | -------- |
| Vlag van Brazilië | Tony Love | 6     | Ypiranga |
| Vlag van Brazilië | Tiquel    | 4     | Santos   |
| Vlag van Brazilië | Dedé      | 3     | Santos   |

## Kampioen
| Campeonato Amapaense de 2018 |
| Amapá                        |
| ---------------------------- |
| YPIRANGA Kampioen (9° titel) |